# John Alexander Fuller Maitland
John Alexander Fuller Maitland oppure Fuller-Maitland (Londra, 7 aprile 1856 – 30 marzo 1936) è stato un saggista e musicologo inglese.

## Biografia
Fuller Maitland è nato a Londra, figlio di John Fuller Maitland e di sua moglie Marianne Noble. 
Dopo aver studiato per tre anni alla Westminster School, si iscrisse al Trinity College di Cambridge, dove fu attivo nella Cambridge University Musical Society. Qui divenne amico di Charles Villiers Stanford e di William Barclay Squire, la cui sorella Charlotte sposò nel 1885. 
Aveva intenzione di seguire una vocazione religiosa nella Chiesa d'Inghilterra, ma decise invece di intraprendere una carriera nella musica. 
Dopo aver lasciato Cambridge, ha studiato il pianoforte con Edward Dannreuther e teoria musicale con W. S. Rockstro, che lo ha incoraggiato a esplorare la musica polifonica. 
Svolse varie attività, come quella di critico musicale del The Guardian dal 1884 al 1889, del The Times, nel periodo che va dal 1889 al 1911; inoltre collaborò alla stesura del dizionario del Grove.
Fu tra i promotori ed i pionieri del folklore inglese e nel 1893 scrisse l'antologia English County Songs, mentre l'anno seguente ideò la Folk-song Society. Ha pubblicato l'edizione moderna del Fitzwilliam Virginal Book nel 1899, oltre ad aver curato la pubblicazione di composizioni di virginalisti inglesi.
Ha incoraggiato la riscoperta della musica inglese del XVI secolo e del XVII secolo, in particolare la musica di Henry Purcell. Propose anche la nozione di un Rinascimento musicale inglese nella seconda metà del XIX secolo, in particolare lodando Charles Villiers Stanford e Hubert Parry. Il suo libro English Music in the XIXth Century è suddiviso in due parti: "Book I: Before the Renaissance (1801-1850)" e "Book II: The Renaissance (1851-1900)"
In un periodo in cui gli amanti della musica generalmente ammiravano Richard Wagner o Johannes Brahms ma non entrambi, Fuller Maitland, secondo l'annuncio dei necrologi sul Times, "adorava" sia Wagner che Brahms.
Tra i suoi lavori principali, annoveriamo : Schumann (1884), Masters of German School (1894), The Consort of Music (1915).

## Pubblicazioni
- 1884 Life of Robert Schumann;
- 1889 Grove's Dictionary of Music & Musicians (appendice – ed.);
- 1893 English County Songs (ed. con Lucy E. Broadwood);
- 1894 Masters of German Music;
- 1899 The Fitzwilliam Virginal Book (ed. con William Barclay Squire);
- 1899 The Musician's Pilgrimage;
- 1902 English Music in the XIXth Century;
- 1902 The Age of Bach & Handel (Oxford History of Music);
- 1904–1910 Grove's Dictionary of Music & Musicians (seconda edizione);
- 1905 Joseph Joachim;
- 1911 Brahms;
- 1915 The Consort of Music;
- 1921 Arthur Coleridge: Reminiscences;
- 1926 The Spell of Music;
- 1929 A Doorkeeper of Music;
- 1931 John Lucas's History of Warton Parish (ed. con J. Rawlinson Ford);
- 1934 The Music of Stanford and Parry.